# Steeve Essart
Steeve Essart, né le 18 octobre 1978 à Cayenne, en Guyane, est un joueur puis entraîneur français de basket-ball. En tant que joueur, il évolue au poste de meneur.

## Biographie
Champion de France Pro B à deux reprises et après avoir passé près de 20 ans sur les parquets de LNB, Steeve Essart devient, en juin 2017, assistant coach d'Hervé Coudray au Caen Basket Club tout juste promu en Pro B.

## Clubs successifs
- 1996-2000 :  Levallois Sporting Club (Pro B et Pro A)
- 2000-2003 :  ESPE Basket Châlons-en-Champagne (Pro B)
- 2003-2005 :  JL Bourg-en-Bresse (Pro A)
- 2005-2006 :  Cholet Basket (Pro A)
- 2006-2008 :  BCM Gravelines-Dunkerque (Pro A)
- 2008-2011 :  Strasbourg IG (Pro A)
- 2011-2013 :  Antibes Sharks (Pro B)
- 2013-2014 :  Saint-Quentin BB (Pro B) puis STB Le Havre (Pro A)
- 2014-2015 :  JA Vichy (NM1)
- 2015-2016 :  JA Vichy-Clermont (Pro B)

## Palmarès
- Champion de France de Pro B en 1998 (Levallois SC) et 2013 (Antibes Sharks)